# 忙格秃乞颜
忙格秃·乞颜（波斯語：مونگدو قیان，羅馬化：Mūngedū Qiyān，见《史集》），又作蒙格秃·乞颜（羅馬化：Mönggetü Qiyad），《元史·宗室世系表》作蒙哥暏·黑颜，乞颜氏长者把儿坛的长子，成吉思汗的伯父。
忙格秃·乞颜非常勇武，但英年早逝，在成吉思汗出生之前就已经去世。蒙格秃·乞颜的儿子汪古儿，在成吉思汗建业时，率领所属的敞失兀惕氏、巴牙兀惕氏归附成吉思汗。根据《史集》敞失兀惕（Čangši'udai）是人名，是忙格秃·乞颜的儿子。敞失兀惕，形成了“乞颜·敞失兀惕”氏族集团。该氏族集团包含汪古儿·那颜率领的巴牙兀惕集团。其记载忙格秃·乞颜还有两个儿子古乞那颜、木格秃把阿秃儿。《史集》记载他的后裔与古乞·那颜共同统领一个千户。他的后代归属金帐汗国的背景不明，但在脱脱时代，其部众从千户扩编为万户。